# Суперкубок Південної Кореї з футболу 2001
Суперкубок Південної Кореї з футболу 2001 — 3-й розіграш турніру. Матч відбувся 18 березня 2001 року між чемпіоном Південної Кореї клубом Анян LG Чітас та володарем кубка Південної Кореї клубом Чонбук Хьонде Моторс.
| Володар Суперкубка Південної Кореї 2001 |
| --------------------------------------- |
|                                         |
| Анян LG Чітас Перший титул              |

## Матч

### Деталі
| 18 березня 2001 |

| Анян LG Чітас              | 2:1 дч | Чонбук Хьонде Моторс |
| -------------------------- | ------ | -------------------- |
| Ван Чон Хйон 26' Андре 91' |        | Чхве Джин Чхоль 11'  |

| Анян Спорткомплекс, Анян Глядачів: 20 118 |